# Битка при Концер Брюке
Битката при Концер Брюке (на немски Konzer Brücke) е част от Холандската война на Луи XIV. Състои се на 11 август 1675 г. в Германия, близо до град Трир. Известна е и с други имена, например Könz-Sаarbrück.
След смъртта на великия маршал Анри дьо Тюрен в битката при Засбах през юли французите в Елзас са объркани и отстъпват всичките си завоевания. Кралят изпраща маршал дьо Креки в опит да попълни празнината. Креки е твърде уверен във възможностите си когато 20-хилядна армия начело с лотарингския херцог Карл V обсажда Трир, побързва да се притече на помощ. Освен че е с по-малко войници (15 000), Креки се оставя да бъде изненадан при моста над река Саар при градчето Конц. Отделни контингенти на имперската армия успяват да го обградят, а този на Ото де Грана атакува самия му лагер. Волтер пише, че германците „направо изклали и разпръснали малката му армия“. След три часов ожесточен бой Креки трябва да свири отстъпление. Загубите му не са големи (около 2000 убити, 1600 ранени), но изоставя 11-те си оръдия и почти всички муниции и провизии.
След битката маршал дьо Креки се оттегля в Трир, където заварва повредена отбранителна система (част от стената е срутена). Въпреки това с голям кураж той организира съпротива срещу започналата обсада. Далеч преди положението да е станало неспасяемо войниците му се разбунтуват и го принуждават да капитулира. На 9 септември той е взет в плен и Трир пада в ръцете на победителите.